# 吉田建
吉田 建（よしだ けん、1949年11月21日 - ）は、日本の作曲家・編曲家・ベーシスト、音楽プロデューサー。血液型A型。

## 概要
1972年、早稲田大学商学部卒業後、長谷川きよしに見出され、プロとして活動する。
1970年代中盤にはりりィのバックバンド「バイバイ・セッション・バンド」に参加し、若き日の坂本龍一等とともに全国をツアーで回るなどの活動をする。またメンバーの伊藤銀次の紹介により、ナイアガラ・トライアングルのアルバム『NIAGARA TRIANGLE Vol.1』制作に参加する。
1980年代-1990年代には沢田研二のバックバンド「エキゾティクス」「JAZZ MASTER」、泉谷しげるのバックバンド「LOSER」のベーシスト兼編曲家として活動する。
1988年、氷室京介のデビューアルバム『FLOWERS for ALGERNON』のプロデューサーを務め、プロデュース業を本格化させる。以後、氷室京介や吉川晃司、ウルフルズ、吉田拓郎の編曲家兼ベーシストとして活動する。
1994年、第45回NHK紅白歌合戦で吉田拓郎のバックバンドを務めたことをきっかけに、1996年にはテレビ番組『LOVE LOVEあいしてる』にベーシスト兼編曲家として参加した。親しみやすい「おっさんキャラクター」として人気を博す。この番組への出演が縁で、1999年にはフジテレビの連続ドラマ『傷だらけの女』（第9話）、2001年には同じくフジテレビ『ルーキー!』（第11話）、TBS『ガッコの先生』（第5話）にそれぞれゲスト出演している。
かつて『新堂本兄弟』の音楽監督、ベーシストとして出演していた。『新堂本兄弟』2007年7月15日放送分（ゲストは高見沢俊彦）のトークでは、「この席に来るまで苦節10年」、「自分の発言がテロップになるのが夢だった」とお茶目な一面を見せる。ただしテロップに関しては、1998年11月7日に放送された『LOVE LOVE あいしてる』第100回（ゲストはKinKi Kids）にて実現している。

## 評価

### 人物
第2次バンドブームに多大な影響を与えたテレビ番組『三宅裕司のいかすバンド天国』（イカ天）において、審査委員を務めた彼は非常にシビアに審査することで知られており、出場したバンドの多くは彼の厳しいコメントや態度に対して憤慨したほどでもあった。
多方面での露出がある彼だが、他のミュージシャンのMVに登場することもある。B'zの「熱き鼓動の果て」に登場した際には、自身のバンドの話をさらっと話している。

### 音楽
先述の通り、吉田はエキゾティクスのベーシスト兼編曲家として、1980年代初期の沢田研二の音楽活動に最大な貢献を果たした。具体的には、歌謡曲の面影を引きずる沢田研二の音楽性（それ以前の井上堯之率いる「井上堯之バンド」時代には、「勝手にしやがれ」の様に楽曲にオーケストラが使われることが多かった）をロックバンドスタイルに変換し、これを確立させている。
なお、吉田本人は「それまでは、やはりソロ・シンガーである沢田研二をいかにデコレイトしていくかというのがサウンドや舞台装置含めて全体のプロジェクトの核になっていたんだけど、今度はエキゾティクスという形の中でできる範囲の表現に変わってきた。いわゆるバンド・サウンド作りですね。実はここに今のバンド・ブームの石器時代があるといってもいいわけですね（笑）」と発言しており、沢田と自身の第2次バンドブームへの貢献を自任している。
ベーシストとして幅広いジャンルで活動しており、高中正義のツアー・メンバーなども務めている。また2004年より、KinKi Kidsのコンサート・ツアーのバンドマスターを務めており、KinKi Kidsから「自分たちの曲の一番の理解者」と大きな信頼を寄せられている。

## プロデュースしたアーティスト
- 泉谷しげる『WILD BLOOD』『メッセージ・ソングス』『追憶のエイトビート』『全身全霊〜Life to soul〜』
- ウルフルズ『Let's Go』『サンキュー・フォー・ザ・ミュージック』
- 荻野目洋子『KNOCK ON MY DOOR』
- 金子マリ『JUST LOVE』
- 吉川晃司『Shyness Overdrive』『Cloudy Heart』
- 郷ひろみ『DRIVING FORCE』
- 沢田研二『彼は眠れない』『単純な永遠』『PANORAMA』『A SAINT IN THE NIGHT』『Beautiful World』『REALLY LOVE YA!!』「ポラロイドGIRL」
- ダイアモンド☆ユカイ『ピエロの囁き』
- 反町隆史『HIGH LIFE』
- 原田喧太
- HOUND DOG『ROCK ME』
- 氷室京介『FLOWERS for ALGERNON』
- 山下久美子
- 吉田拓郎『Hawaiian Rhapsody』

## 参加作品
- 沢田研二
  - 『G.S.I LOVE YOU』『S/T/R/I/P/P/E/R』『A WONDERFUL TIME』『MIS CAST』『JULIE SONG CALENDAR』『女たちよ』『NON POLICY』「ス・ト・リ・ッ・パ・ー」
- ナイアガラ・トライアングル
  - 『NIAGARA TRIANGLE Vol.1』
- 中島みゆき
  - 『あ・り・が・と・う』
- 吉田拓郎とLOVE2 ALL STARS
  - 『みんな大好き』
- 『名探偵コナン 14番目の標的』オリジナル・サウンドトラック
  - 「名探偵コナン メイン・テーマ (標的ヴァージョン)」
  - 「次のターゲット!」
  - 「謎の解明 (ターゲット サスペンス K)」

- TM NETWORK『NETWORK™ -Easy Listening-』、『SPEEDWAY』
- 他多数

## 出演

### 映画
- バカヤロー!4 YOU! お前のことだよ（1991年、松竹）

### テレビ番組
- 三宅裕司のいかすバンド天国（1989年2月 - 1990年3月、TBS）
- パコ2CH あ・きすとぜねこ（1990年4月 - 降板時期不明、東海テレビ）

### テレビドラマ
- 傷だらけの女（1999年6月8日、関西テレビ）
- ルーキー! （2001年6月19日、関西テレビ）
- ガッコの先生（2001年11月4日、TBS）
- えなりかずきの一休さん（2004年1月8日、フジテレビ）
- 連続テレビ小説 なつぞら（2019年4月1日 - 9月28日、NHK）